# Phlyctaina griseirena
Phlyctaina griseirena là một loài bướm đêm trong họ Noctuidae.